# Dokonalý Spiderman
Dokonalý Spiderman (v anglickém originále Ultimate Spider-Man) je americký animovaný sci-fi televizní seriál založený na komiksech o Spider-Manovi, vytvořený Stanem Leem a  Stevem Ditkem. Scenáristé seriálu jsou Brian Michael Bendis (napsal také komiksové série se stejným jménem), Paul Dini a Man of Action (skupina sestávající ze Stevena T. Seagleho, Joa Kellyho, Joa Caseyho a Duncana Rouleau). Třetí řada seriálu byla přejmenována na Ultimate Spider-Man: Web-Warriors a poslední čtvrtá řada nesla název Ultimate Spider-Man vs. the Sinister 6 (Dokonalý Spiderman versus Šílená šestka).
Seriál byl oznámen na začátku roku 2012 na Disney XD a debutoval rovněž s druhou řadou seriálu The Avengers: Earth's Mightiest Heroes jako součást programovacího bloku Marvel Universe 1. dubna 2012.
Na New York Comic Conu 2016 bylo potvrzeno, že čtvrtá řada seriálu bude poslední a bude nahrazen novým seriálem Marvel's Spider-Man. Seriál skončil 7. ledna 2017 dvoudílnou epizodou "Graduation Day".

## Obsah
Seriál o Spider-Manovi začíná v době, kdy už ho svět zná jeden rok. Zachraňuje životy a poráží protivníky. Nick Fury ze S.H.I.E.L.D.u mu právě nabízí možnost pracovat se skutečnými super hrdiny. Spider-Manovými kolegy budou například Nova, White Tiger, Iron Fist nebo Power Man.

## Produkce
Seriál je adaptací komiksu Ultimate Spider-Man, který byl vytvořený Brianem Michaelem Bendisem. Bendis a Paul Dini byli scenáristé a producenti show. Man of Action (skupina sestávající ze Stevena T. Seagleho, Joa Kellyho, Joa Caseyho a Duncana Rouleau), tvůrci animovaných seriálů Ben 10 a Generator Rex, byli vedoucí producenti seriálu. Pro první řadu bylo objednáno 26 epizod. Podle Paula Diniho se v seriálu objevuje "nově definovaný" Peter Parker a kombinace často hostujících hvězd volně založený na Bendisovem komiksu a původního materiálu, jako je například původ některých hrdinů a padouchů. Herec J. K. Simmons převzal svou roli  J. Jonah Jamesona z filmové trilogie Spider-Mana, kterou natočil Sam Raimi. Významnými hlasovými herci jsou Adrian Pasdar jako Iron Man (vrátil se do role, poté co hral v anime Iron-man od Madhouse a Marvelu) a Kevin Michael Richardson, který daboval Robbieho Robertsona and Bulldozera.
Spider-Man se stává novým členem S.H.I.E.L.D.u. pod vedením Nicka Furyho, v týmu s dalšími čtyřmi dospívajícími superhrdinami. Zločinci jako Living Laser, Venom a Doctor Doom byli videni v traileru ukázaném  na 2011 San Diego Comic Conu.
Dokonalý Spiderman měl premiéru 1. dubna 2012 na Disney XD v USA, zatímco na Xbox Live a PlayStation Store byla pilotní epizoda vydána 2. dubna 2012. Ve Velké Británii a Irsku měl seriál premiéru na Disney UK and Ireland 31. května 2013. V Kanadě měl premiéru 22. června 2012 na Teletoonu.
Disney XD and Marvel oficiálně oznámily třetí řadu 20. července 2013 na San Diego Comic Conu. Třetí řada, přejmenována na Ultimate Spider-Man: Web Warriors, obsahuje Spider-manovo připojení k Avengers a představení postáv jako Cloak and Dagger, Amadeus Cho, Ka-Zar and Agent Venom.
Čtvrtá řada, přejmenována na Ultimate Spider-Man vs. the Sinister 6 (Dokonalý Spiderman versus Šílená šestka), měla premiéru 21. února 2016.

## Obsazení
- Drake Bell[5][17] – Spider-Man / Peter Parker, Project Kaine / Ultimate Spider-Slayer, Swarm, Jack O'Lantern, Spider-Punk
- Dee Bradley Baker[18] – Lizard / Curt Connors, Sandman, Carnage, Chitauri Soldier, Venom / Scorpion, Wendigo King, Zzzax, Splinter Sandmen, Lizard King
- Ogie Banks – Power Man / Luke Cage, Miles Morales / Spider-Man / Kid Arachnid, Goblin Power Man, Vampire Power Man
- Eric Bauza – Amadeus Cho / Iron Spider, Michael Tan, Arcade
- Greg Cipes – Iron Fist / Danny Rand, Goblin Iron Fist, Vampire Iron Fist
- Clark Gregg – Phil Coulson
- Tom Kenny – Doctor Octopus / Otto Octavius / Doc Ock, Wizard, Curt Connors (první řada), Vulture, Whirlwind, Aries Soldier, Octobot, Alchemist, Merlin, Doc Ock Holliday
- Matt Lanter – Harry Osborn / Patrioteer, Flash Thompson / Agent Venom, Venom (Harry Osborn a Flash Thompson), Klaw, Anti-Venom
- Misty Lee – Teta May Parker, Squirrel Girl, Salem's Witch
- Caitlyn Taylor Love – White Tiger / Ava Ayala, Goblin White Tiger
- Chi McBride – Nick Fury, Taurus Soldier, Thunderball
- Logan Miller – Nova / Sam Alexander, Kid Flash Thompson, Goblin Nova
- Scott Porter – Scarlet Spider / Ben Reilly, Scarlet Spider Synthezoids
- J.K. Simmons – J. Jonah Jameson
- Tara Strong – Mary Jane Watson / Carnage Queen / Spider-Woman, Thundra, Sandy
- Steven Weber – Norman Osborn / Green Goblin / Iron Patriot, Trapster, Ultimate Green Goblin, Venom Symbiote, Fancy Dan

### Další obsazení
- Jonathan Adams – Absorbing Man
- Charlie Adler – MODOK
- Diedrich Bader – Kraven the Hunter, Moon Knight
- Laura Bailey – Black Widow
- Troy Baker – Loki, Hawkeye, Eitri, Peter Parker (Loki), Shocker, Frost Giant, Montana, Webslinger the Spider Cowboy
- Christopher Daniel Barnes – Electro, Spyder-Knight, Wolf Spider
- Dante Basco – Scorpion
- Jeff Bennett – Collector, Mayor of Boston, Slam Adams, Grandmaster
- J.B. Blanc – Titus
- Steven Blum – Wolverine, Ka-Zar, Peter Parker (Wolverine), Beetle, Doc Samson
- Dave Boat – Leo Soldier, Thing
- Cameron Boyce – Luke Ross
- Karan Brar – Ravi Ross
- Kimberly Brooks – Amanda Cage
- Clancy Brown – Taskmaster, Red Hulk, Phantom Rider/Western Uncle Ben
- Corey Burton – Dracula
- Iain De Caestecker – Leo Fitz
- Dove Cameron - Gwen Stacy / Spider-Gwen
- Maria Canals-Barrera – Rio Morales
- Cam Clarke – Piledriver, Captain Ultra
- Robert Clotworthy - Captain Stacy
- Jack Coleman – Doctor Strange (řady 1–3)
- Chris Cox – Star-Lord, Captain America (druhá řada)
- Terry Crews – Blade
- Grey DeLisle – Tana Nile, Morgan le Fay
- Trevor Devall – Rocket Raccoon (řady 3-4)
- John DiMaggio – Wrecker, Grizzly
- Benjamin Diskin – Spider-Ham, Michael Morbius, Skaar, Blood Spider
- Robin Atkin Downes – Abomination, Annihilus
- Michael Clarke Duncan – Groot (druhá řada)
- Eliza Dushku – She-Hulk
- Ashley Eckstein – Dagger, Shriek
- Mary Faber – Medusa (třetí řada)
- Oded Fehr – N'Kantu, the Living Mummy
- Will Friedle – Deadpool, Web Beard the Sea Lord
- Nika Futterman – Gamora
- Grant George – Ant-Man
- Donald Glover – Spider-Man / Miles Morales (třetí řada)
- Seth Green – Howard the Duck (čtvrtá řada), Rick Jones
- Greg Grunberg – Uncle Ben Parker
- Mark Hamill – Arnim Zola, Nightmare, Shou-Lao, Ox
- Elizabeth Henstridge – Jemma Simmons
- Olivia Holt – Spider-Girl / Petra Parker
- Skai Jackson – Zuri Ross
- Danny Jacobs – Baron Mordo
- David Kaye – J.A.R.V.I.S. (třetí řada)
- Maurice LaMarche – Doctor Doom, Charles the Butler, Plymouth Rocker
- Phil LaMarr – Cloak, J.A.R.V.I.S. (první řada), Walter Cage, Dormammu
- Stan Lee – Stan the Janitor / Principal Stan, Taskmaster (Stan)
- Peyton List – Emma Ross
- Peter Lurie – Sabretooth
- Ross Lynch – Werewolf by Night
- Wendie Malick – Norma Osborn
- Jason Marsden – Steel Spider, Loki (Weird Kid)
- James Marsters – Korvac
- James C. Mathis III – Terrax
- Rose McGowan – Medusa (čtvrtá řada)
- Max Mittelman – Rhino
- Phil Morris – Scorpio
- Nolan North – John Jameson, Gorgon, Maximus
- Liam O'Brien – Doctor Strange (čtvrtá řada)
- Adrian Pasdar – Iron Man
- Robert Patrick – Whizzer
- Rob Paulsen – Batroc the Leaper, Boomerang
- Jon Polito - Hammerhead
- Kevin Michael Richardson – Juggernaut, Awesome Android, Howard the Duck (Season 1), Mac Porter, Bulldozer, Frankenstein's Monster, Ulik, Venom / Trolls, Groot (řady 3-4)
- Bumper Robinson – Falcon
- Freddy Rodriguez – Spider-Man 2099
- Debby Ryan – Jessie Prescott
- Daryl Sabara – Alex O'Hirn
- Paul Scheer - Mysterio / Quentin Beck
- Dwight Schultz – Mesmero, Attuma
- Roger Craig Smith – Captain America, Ghost Spider
- David Sobolov – Drax the Destroyer
- Cree Summer – Madame Web, Vampire White Tiger
- Keith Szarabajka – Living Laser
- George Takei – Elder Monk of K'un-L'un
- Fred Tatasciore – Hulk, Crossbones, Phalanx, Spider-Hulk, Karnak, Black Bolt, Carnage-Hulk, Joe Fixit
- James Arnold Taylor – Triton, Molten Man, Blastaar, Leader, Hydro-Man
- Milo Ventimiglia – Spider-Man Noir
- Billy West – Rocket Raccoon (Season 2)
- Mary Kate Wiles - Frances Beck
- Imari Williams - Bone Spider, Goliath Spider
- Travis Willingham – Thor, Executioner
- Keone Young - Mister Negative

## Štáb
- Brian Michael Bendis – scenárista, producent, kreativní producent
- Dana Booton – vedoucí producent
- Dan Buckley – výkonný producent
- Joe Casey – scenárista, vedoucí producent
- Paul Dini – scenárista, producent, kreativní konzultant
- Alan Fine – výkonný producent
- Henry Gilroy - vedoucí producent
- Joe Kelly – scenárista, vedoucí producent
- Cort Lane – spolupracující producent, vedoucí producent
- Stan Lee – spolupracující producent
- Jeph Loeb – výkonný producent
- Leanne Moreau – vedoucí výroby
- Joe Quesada - výkonný producent
- Eric Radomski – spolupracující producent
- Duncan Rouleau – scenárista, vedoucí producent
- Steven T. Seagle – scenárista, vedoucí producent
- Eugene Son – příběhový editor
- Alex Soto – vedoucí režisér
- Collette Sunderman – castingový a hlasový režisér
- Harrison Wilcox – spolupracovník producenta

## Vysílání
Seriál je celosvětově vysílán na Disney XD. V Kanadě měl premiéru 22. června 2012, v Jihoafrické republice 1. července 2012, také na SABC 1 a 31. května 2013 ve Velké Británii a Irsku. Seriál byl vysílán v Austrálii na 7mate v roce 2013 a na Disney XD 10. dubna 2014. V Indonésii byl vysílán na Global TV od roku 2015. Ve Velké Británii byl také vysílán na stanici CITV.